# Richterliche Selbstbeschränkung
Die richterliche Selbstbeschränkung ist ein Grundsatz der Gewaltenteilung, der bei der richterlichen Entscheidungsfindung zu berücksichtigen ist.
Nach diesem Grundsatz sollen durch die Rechtsprechung keine Gestaltungsfragen beantwortet oder vorweggenommen werden, die in den originären Bereich der legislativen oder exekutiven Staatsgewalt fallen (juristischer Aktivismus). Diese sollen auch nicht von den höchsten Gerichten beantwortet und verbindlich entschieden werden, sondern durch die hierfür von der Verfassung vorgesehenen und legitimierten Organe, wie dem Parlament bzw. der Regierung. 
Das Bundesverfassungsgericht der Bundesrepublik Deutschland führte grundsätzlich dazu aus:

„Der Grundsatz des judicial self-restraint, den sich das Bundesverfassungsgericht auferlegt, bedeutet nicht eine Verkürzung oder Abschwächung seiner [...] Kompetenz, sondern den Verzicht ‚Politik zu treiben‘, d. h., in den von der Verfassung geschaffenen und begrenzten Raum freier politischer Gestaltung einzugreifen. Er zielt also darauf ab, den von der Verfassung für die anderen Verfassungsorgane garantierten Raum freier politischer Gestaltung offen zu halten.“

In einem Spannungsverhältnis dazu steht die richterliche Rechtsfortbildung als Ableitung aus der Rechtsweggarantie (Art. 19 Abs. 4 GG), mit der Regelungslücken geschlossen und nicht abschließende Normen weiter entwickelt werden können.